# Agence télégraphique de Saint-Pétersbourg
L'Agence télégraphique de Saint-Pétersbourg (ATSP) est une agence de presse fondée en 1904 par le Tsar de toutes les Russies, qui est l'ancêtre de l'agence de presse officielle ITAR-TASS.

## Histoire
L'ATSP a été créée le 4 juillet 1904, lors d'une réunion des ministres des finances, de l'intérieur et des affaires étrangères russes. C'est la seule agence de presse de l'État tsariste. Son champ d'activités est très large: informations politiques, économiques et toutes autres informations qui pourrait intéresser le public sur la Russie et l'étranger. Le 1er septembre 1904 débute officiellement ses activités. L'Agence télégraphique de Saint-Pétersbourg négocia l'échange des services d'information et de nouvelles télégraphiques avec les trois grandes agences européennes d'information, l'Agence Havas, Reuters et l'Agence Continentale.
L'ATSP avait été précédée dans la même ville de Saint-Pétersbourg, par une première version de l'Agence Télégraphique Russe, fondée en janvier 1895 par les journaux de Saint-Pétersbourg et de Moscou, sous l'égide du gouvernement et qui recevait des subsides substantiels du ministère des affaires étrangères du Tsar. Cette dernière avait également signé un traité, de cinq ans, avec les trois grandes agences européennes d'information, l'Agence Havas, Reuters et l'Agence Continentale. 
De façon plus marginale, le 19 août 1914, l'ATSP change également de nom pour devenir l’"Agence télégraphique" de Pétrograd (ATP) car la ville de Saint-Pétersbourg est rebaptisée ainsi. La révolution russe la rebaptise Agence télégraphique russe, appelée aussi "Agence Rosna", dirigée par Rosa Berzin et connue pour ses quelque 1300 affiches de propagande politique, qui est transformée en 1925 en TASS.